# Harvey Mason
Harvey William Mason (Atlantic City, 22 febbraio 1947) è un batterista statunitense.

## Carriera
Nel corso della sua carriera ha collaborato con numerosi artisti e gruppi di estrazione jazz, fusion, rock. Tra questi vi sono Bob James, Chick Corea, The Brecker Brothers, Lee Ritenour, Herbie Hancock, Headhunters, Bill Withers, Mizell Brothers, Donald Byrd, Rod Stewart, Irene Cara, Natalie Cole, Bobbi Humphrey, Peggy Lee, Patti LaBelle, Gary Bartz, George Benson, Dionne Warwick, Fourplay, Stevie Wonder, Christina Aguilera, Mary J. Blige, Barry Manilow, Chet Atkins, Beck, Casiopea, Miles Davis, Joe Farrell, Charles Earland, Gene Harris, Bobby Hutcherson, Carole King, Hubert Laws. 
Ha suonato con Herbie Hancock nel celebre album Head Hunters.
Dagli anni '90 è membro del gruppo Fourplay.